# Red svetega Jurija
Red svetega Jurija (rusko Орден Святого Георгия, latinizirano: Orden Svjatogo Georgija) je najvšje vojaško odlikovanje Ruske federacije. 
Red je ustanovila carica Katarina Velika 26. novembra 1769 kot najvišje vojaško odlikovanje Ruskega imperija. Po oktobrski revoluciji leta 1917 je postal odlikovanje Bele armade protikomunističnih sil pod Aleksandrom Kolčakom. Po njegovem porazu leta 1921 je bil red ukinjen. Red je oživila Ruska federacija 8. avgusta 2000 z dekretom ruskega predsednika № 1463. Kriteriji za podelitev odlikovanja so bili objavljeni 7. septembra 2010  z Dekretom № 1099.
Red ima štiri razrede. Z redom sta povezana tudi križ svetega Jurija in medalja svetega Jurija, ki sta nižji odlikovanji.

## Statut reda svetega Jurija
Red svetega Jurija Ruske federacije se podeljuje najvišjim in visokim vojaškim častnikom za izvedene vojaške operacije za obrambo domovine v napadu zunanjega sovražnika, ki so se končale s popolnim porazom sovražnika, za vojaške operacije v drugih državah, ki so pripomogle k ponovni vzpostavitvi mednarodnega miru in varnosti, za vzorne dosežke v vojaški znanosti ali za izjemno hrabrost. Red se podeljuje tudi častnikom, ki so že prej prejeti državna priznanja Ruske federacije za odlikovanje v boju.

## Opis
Red svetega Jurija je razdeljen na štiri razrede, od prvega (najvišjega) do četrtega. Odlikovanja se podeljujejo zaporedno od četrtega proti prvemu razredu. Razredi se prepoznavajo po velikosti in načinu nošenja obeh glavnih znakov reda – križa in zvezde.
Križ je bel emajliran malteški križ. Sredi križa je upodobljen sveti Jurij na konju, ki prebada zmaja. Križ prvega razreda meri 60 mm in se nosi  na lenti v barvah svetega Jurija (oranžna in črna). Križ drugega razreda je enak prvemu, vendar se nosi obešen okoli vratu na rumeno-oranžnem traku, širokem 45 mm. Križ tretjega razreda meri 50 mm in se nosi okoli vratu na traku enakih barv širine 24 mm. Križ četrtega razreda meri 40 mm in se nosi obešen na levi strani prsi na petstranično zloženem traku oranžno-črne barve, širokem 24 mm.
Zvezda je rombasta srebrna pozlačena zvezda z osrednjim medaljonom z začetnicama svetega Jurija »SG« in krono nad njima. Črki sta na črni emajlirani podlagi, obdani z napisom »za službu i hrabrost« (za služenje in hrabrost). Zvezdi prvega in drugega razreda se nosita na levi strani prsi.
Trakec reda svetega Jurija je oranžen s tremi črnimi progami. Imenuje se tudi Jurijev trakec. Barve lahko simbolizirajo ogenj in smodnik – ruske »barve vojaške slave«, lahko pa izvirajo iz barv prvotnega ruskega grba, na katerem je bil črn orel na zlatem ozadju. Kasneje je barve privzela tudi ruska garda. Četrti razred reda svetega Jurija se podeljuje tudi nižjim častnikom, pri trije razredi pa so rezervirani samo za visoke častnike. 
 Trakec prvega razreda je okrašen z zlato zvezdico
 Trakec drugega razreda je okrašen s srebrno zvezdico
 Trakec tretjega razreda je okrašen z belim križcem
 Trakec četrtega razreda  nima okraskov

## Prejemniki
Seznam ni popoln.

### Prejemniki reda prvega razreda
- Mihail Kutuzov, feldmaršal Ruskega imperija
- Mihail Bogdanovič Barclay de Tolly, feldmaršal Ruskega imperija
- Karel XIV. Janez Švedski, kralj in poveljnik Severne koalicijske armade v vojni proti Napoleonu[9]

### Prejemniki reda drugega razreda
- Nikolaj Jegorovič Makarov, načelnik generalštaba in minister za obrambo Ruske federacije[10]
- Aleksander Zelin, generalpolkovnik[10]
- Vladimir Boldirev, general rmade[10]
- Ferdinand Foch, maršal Francije
- Nikolaj Nikolajevič, veliki knez Rusije
- Mihail Kutuzov, feldmaršal Ruskega imperija
- Mihail Bogdanovič Barclay de Tolly, feldmaršal Ruskega imperija

### Prejemniki reda tretjega razreda
- Leopold I. Belgijski, kralj
- Nikolaj Nikolajevič, veliki knez Rusije
- Mihail Kutuzov, feldmaršal Ruskega imperija
- Mihail Bogdanovič Barclay de Tolly, feldmaršal Ruskega imperija
- Aleksej Brusilov, general
- Samad beg Mehmandarov, general

### Prejemniki reda četrtega razreda
- Nikolaj II. Ruski, car
- Aleksej Brusilov, general
- Jevgenij Iskricki, general
- Vladimir Gittis, polkovnik carske armade in general Rdeče armade
- Filip Mironov, polkovnik carskik kozakov in general Rdeče armade
- Lambros Katsonis, polkovnik in grški revolucionar
- Nikolaj Jegorovič Makarov, načelnik generalštaba in minister za obrambo Ruske federacije[10]
- Vladimir Šamanov, generalporočnik[10]
- Anatoly Lebed, podpolkovnik[10]
- Albert Ball, britanski stotnik, bojbi pilot v prvi svetovni vojni
- Louis Grondijs, nizozemski vojni dopisnik v prvi svetovni vojni, Beli armadi in ruski državljanski vojni
- Carl Gustaf Emil Mannerheim, generalmajor Cerske Rusije v prvi svetovni vojni
- Pjotr Nikolajevič Wrangel, general Ruskega carstva v prvi svetovni vojni, Beli armadi in ruski državljanski vojni
- John Alexander Sinton, brigadir, Indijska armada, prva svetovna vojna
- Franc Jožef I., feldmaršal, avstro-ogrski kralj
- Jermolaj Gamper, generalmajor, poveljnik carske konjenice med francosko invatilo leta 1812
- Afrikan Špir, bitka pri Malakovu leta 1855
- Roman Von Ungern-Sternberg, baron
- Mihail Kutuzov, feldmaršal Ruskega imperija
- Mihail Bogdanovič Barclay de Tolly, feldmaršal Ruskega imperija
- Ilija Plamenac, vojvoda in poveljnik vojske Kneževine Črne gore
- Bogdan Zimonjić, pravoslavni duhovnik, vojvoda Črne gore, senator in vojaški poveljnik
- Anatolij Pepeljajev, general Bele armade